# T-St-S 76a
Srub T-St-S 76a byl projektován jako izolovaná dělostřelecká pozorovatelna tvrze Stachelberg pro řízení palby tvrze. Objekt byl plánován z důvodu, že pozorovací zvony v jednotlivých srubech tvrze Stachelberg neposkytovaly dostatečný přehled o situaci a vedení palby.
Pro pozorování situace měl být srub vybaven dvěma pozorovacími zvony a periskopickým dalekohledem vz. 38. Situace měla být velení tvrze předávána telefonem.

## Poloha
Plánovaná poloha umístění srubu pozorovatelny byla na vrcholu Baba, 673 m n. m. pro lepší možnost pozorování terénu a pohybu nepřítele. Srub byl plánován jižně, přibližně 800 m. od ostatních srubů tvrze Stachelberg a nebylo plánováno propojení s podzemím tvrze, což by přineslo zvýšení stavebních nákladů.

## Výzbroj
Vzhledem k umístění srubu až za obrannou linií byl tento vybaven pouze lehkými kulomety k palebnému krytí prostoru okolí a před vchodem. Vstupní prostor vchodu měl být navíc kryt palbou z ruční zbraně v chodbě za prostorem SAS (na obrázku není značeno). Další obrana byla zajišťována izolovaným pěchotním srubem T-S 70 v předpolí směrem k linii tvrze a lehkým opevněním. Tento srub, jako jeden z mála, nebyl projektován s diamantovým příkopem před dolní střílnou.

T-St-S 76a
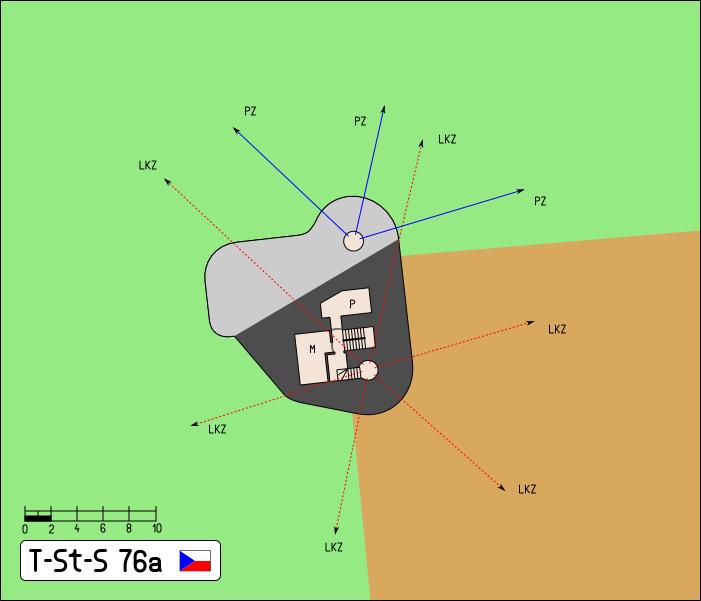
Horní patro srubu LKZ – l. kulomet, zvon PZ – pozorovací zvon P – sklad proviantu M – munice
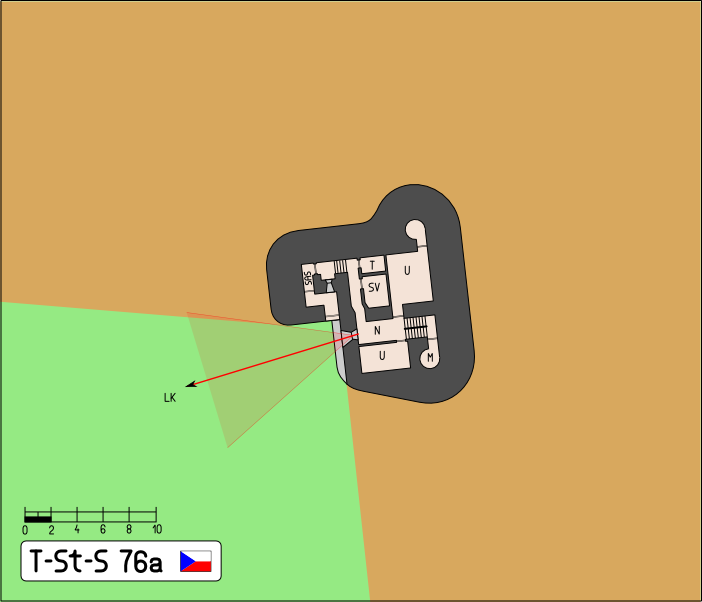
Střední patro srubu SAS – přetlaková komora SV – stanoviště velitele T – telefonní ústředna N – nádrže U – ubikace M – munice
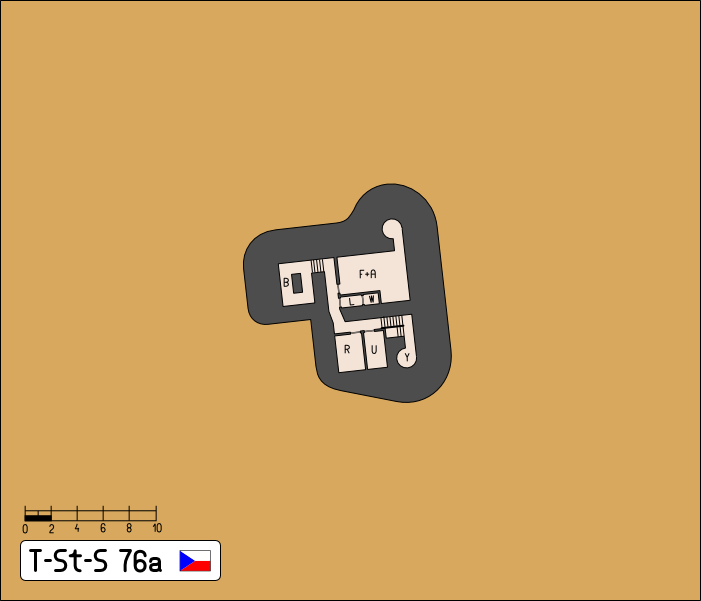
Dolní patro srubu F+A – filtrovna, strojovna B – pohonné hmoty R – radiotelegrafie U – ubikace Y – nářadí

- Horní patro srubu
LKZ – l. kulomet, zvon
PZ – pozorovací zvon
P – sklad proviantu
M – munice
- Střední patro srubu
SAS – přetlaková komora
SV – stanoviště velitele
T – telefonní ústředna
N – nádrže
U – ubikace
M – munice
- Dolní patro srubu
F+A – filtrovna, strojovna
B – pohonné hmoty
R – radiotelegrafie
U – ubikace
Y – nářadí

## Výstavba
Stavební práce nebyly zahájeny.